# Verzasca (Fluss)
Die Verzasca ist ein Wildfluss im gleichnamigen Tal Valle Verzasca, im Schweizer Kanton Tessin. Der Name geht zurück auf lat. vertex (Scheitel), das sich in der Sprache des Tals über vertezzöö zu verzöö entwickelt hat. Verzöö ist aber der Name eines höher gelegenen Dorfteils von Lavertezzo. Die Fraktion liegt auf dem Scheitel einer Bergnase, von wo man weiter talauf‑ und abwärts sieht als vom tiefer gelegenen Dorfkern. Demnach ist Verzasca als das ‘Tal von Lavertezzo’ zu verstehen. Der Name Verzasca hat nichts mit verde oder acqua zu tun.

## Geographie
Der Fluss entspringt am 2864 m hohen Pizzo Barone und fliesst zunächst durch das halbkreisförmige Val Vegornèss. Die erste Siedlung am Flusslauf ist Sonogno (918 m ü. M.), wo das Val Redorta einmündet. Dann fliesst der Fluss nach Süden durch ein Tal mit mediterraner Vegetation, Weinbergen, aber auch schroffen, steilen Bergflanken; bei Brione mündet die Osura in die Verzasca. Zwischen Sonogno und Brione bildet die Verzasca über neun Kilometer ein Auengebiet von nationaler Bedeutung, das typologisch als Fliessgewässer kategorisiert ist. Gegen Ende des Tals stellt sich alpine Kargheit ein. Die Ponte dei Salti in Lavertezzo, eine doppelbogige Brücke, ist ein bekanntes Postkartenmotiv. Rund um die Brücke wird im Sommer viel gebadet, die Auswaschungen in den Felsen ergeben teilweise natürliche Badewannen. Gleichzeitig ist es aber auch sehr gefährlich; mittlerweile laufen einheimische «Aufpasser» am Fluss entlang und warnen bzw. zeigen an, wo es relativ ungefährlich ist.
Sie ist auch unter Paddlern und – bei niedrigem Wasserstand – bei Tauchern beliebt. Es gibt zwei bekannte Tauchplätze, wo anspruchsvolles Strömungstauchen praktiziert werden kann. Der eine Tauchplatz ist das Becken unterhalb der Ponte dei Salti bei Lavertezzo, und der andere ist das sogenannte Amslerbecken etwas oberhalb von Corippo. Neben diesen zwei Tauchplätzen gibt es noch einige weniger bekannte Möglichkeiten, um in der Verzasca zu tauchen.
Die letzten Kilometer des Tals sind erheblich geprägt durch den Lago di Vogorno, einen Stausee mit einer 220 Meter hohen Staumauer, die das Tal gegenüber der Magadinoebene abriegelt und durch den Bungeesprung von James Bond im Film GoldenEye bekannt wurde. Bei Tenero (193 m ü. M.) mündet die Verzasca in den Lago Maggiore.
Im Stausee liegt ein versunkener Weiler, welchen man bei niedrigem Wasserstand sehen kann.

## Bildergalerie

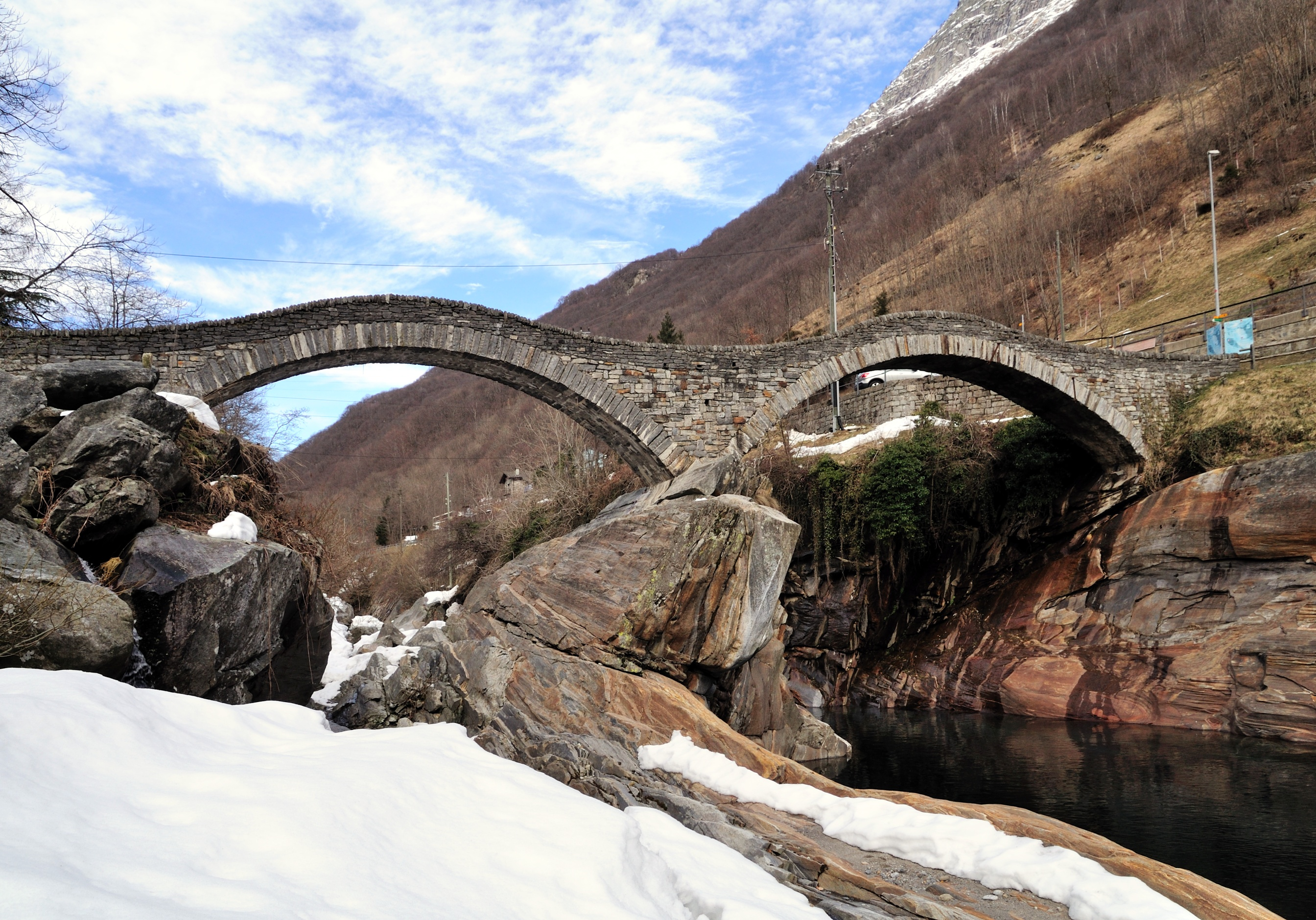
Ponte dei Salti bei Lavertezzo im März
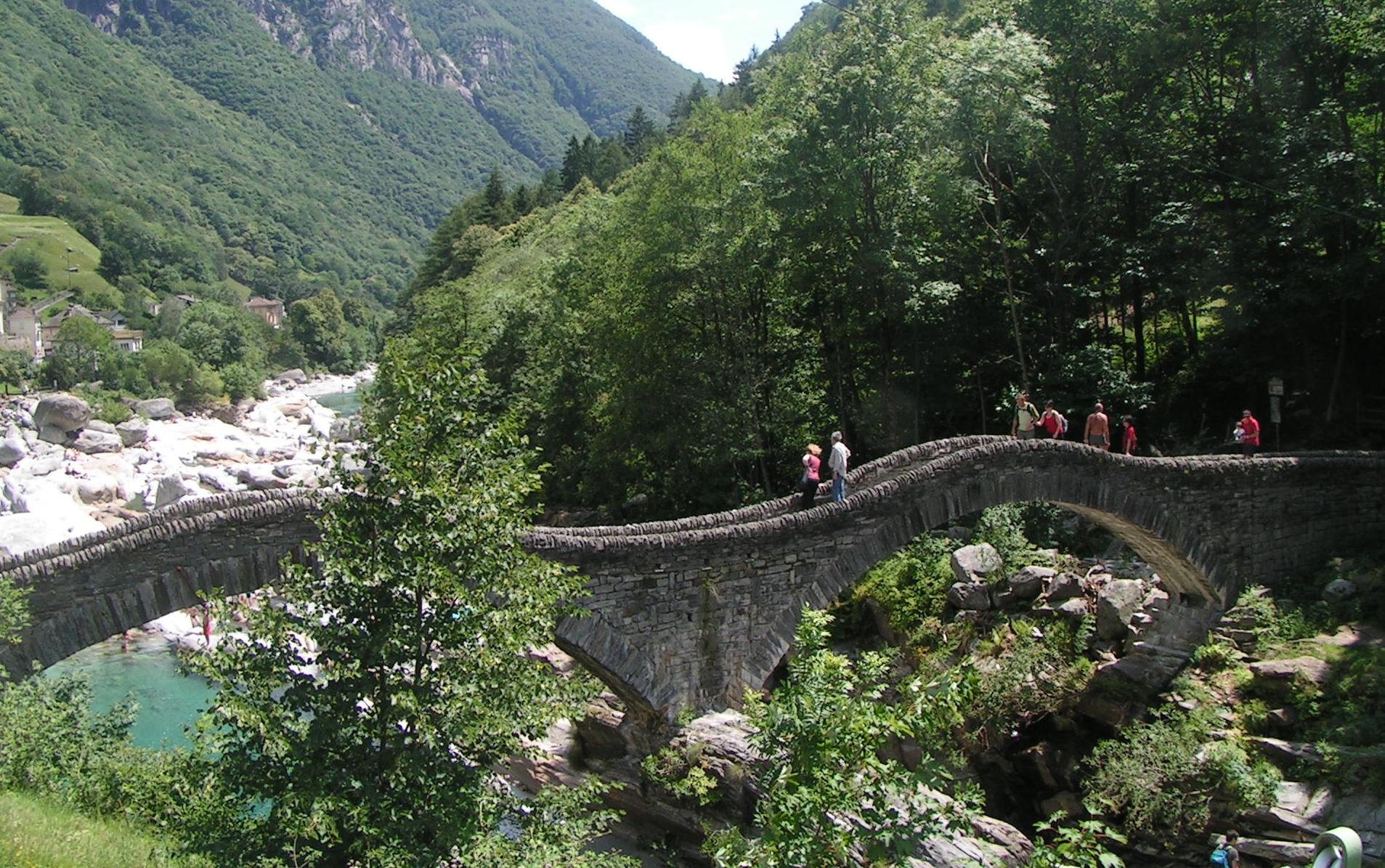
Ponte dei Salti im Sommer
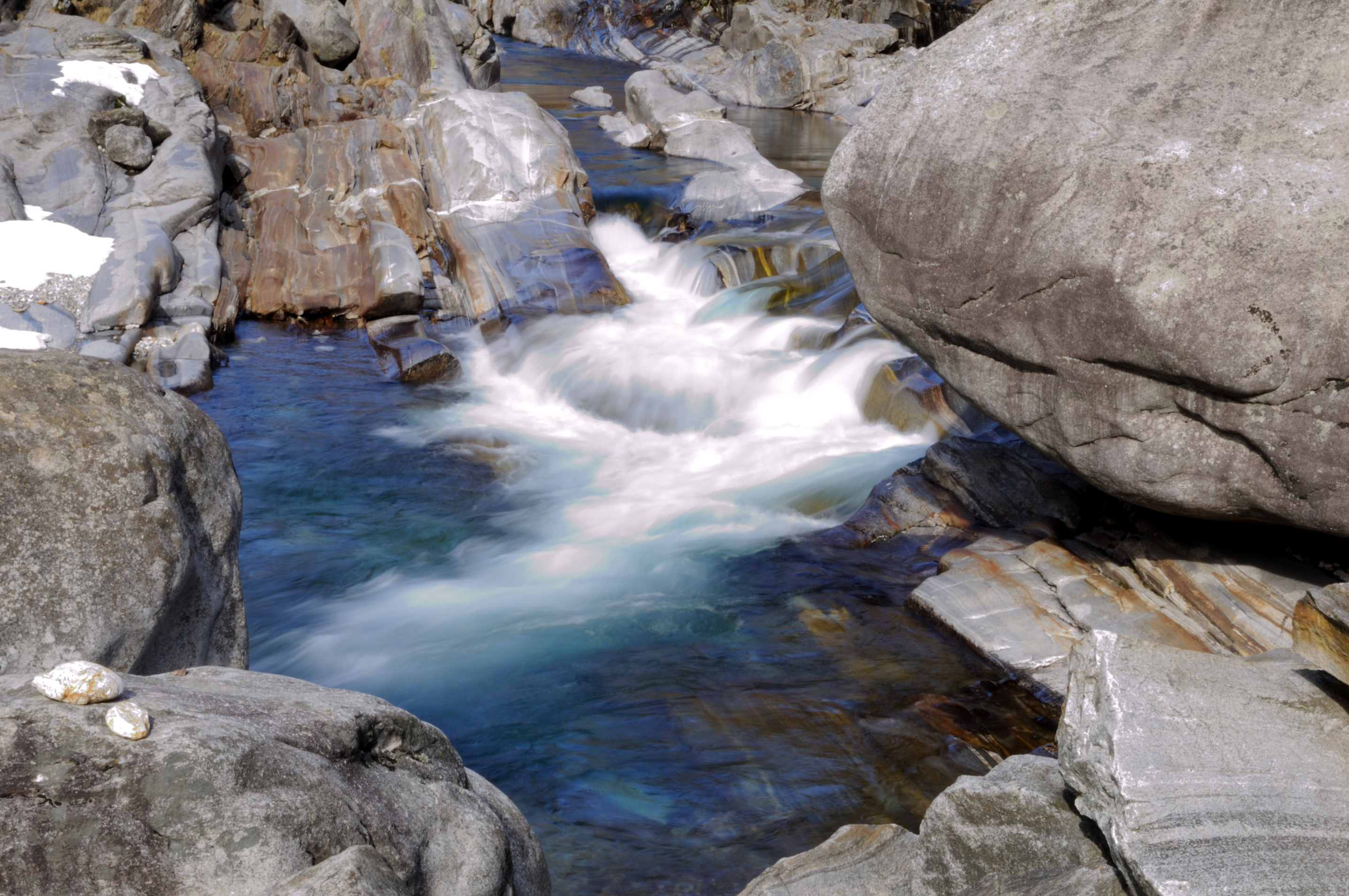
Ausgewaschene Felsen bei Lavertezzo
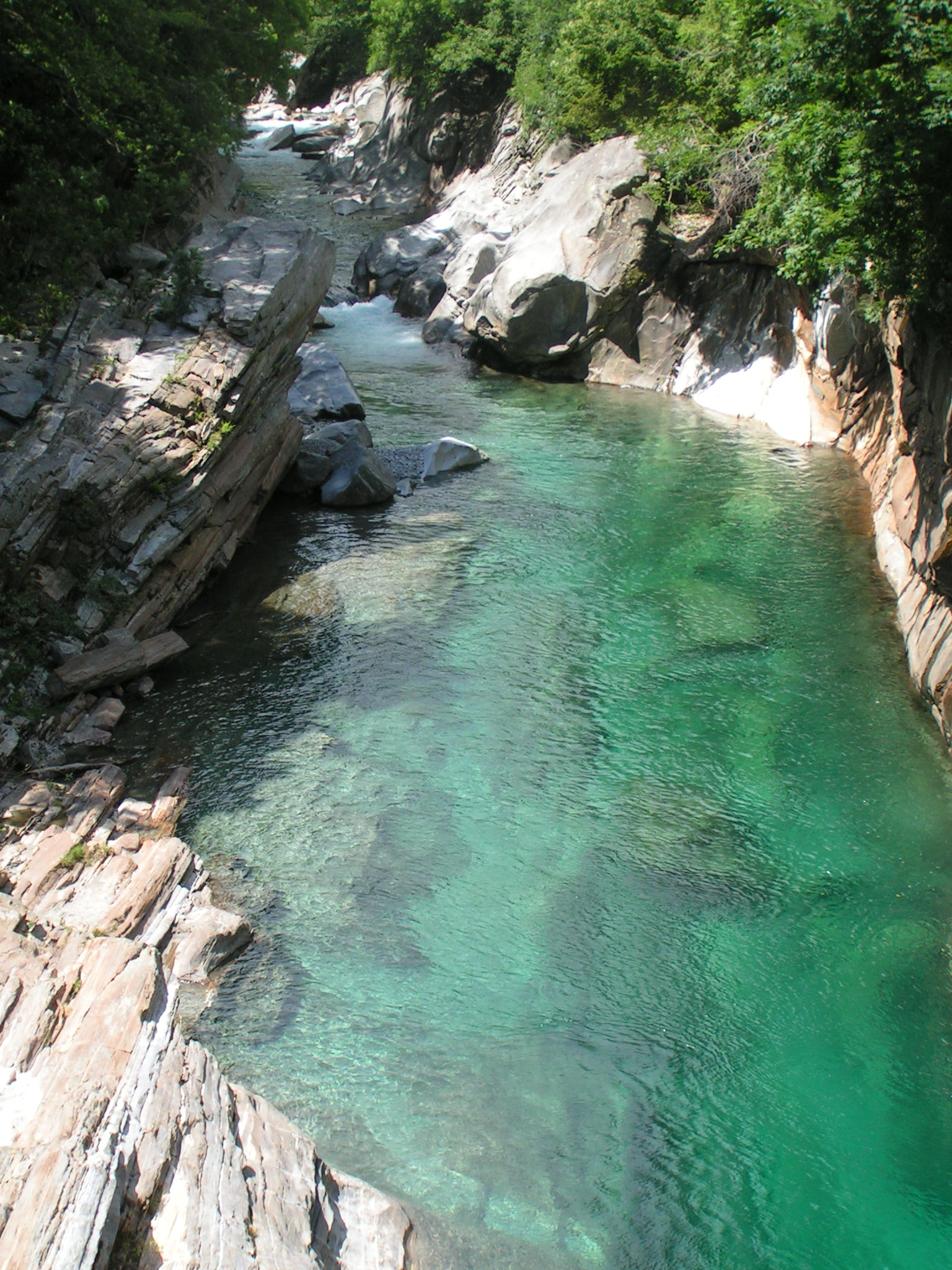
„Verzasca“ bedeutet nicht „Grünes Wasser“